# Siedlung Schillerpark

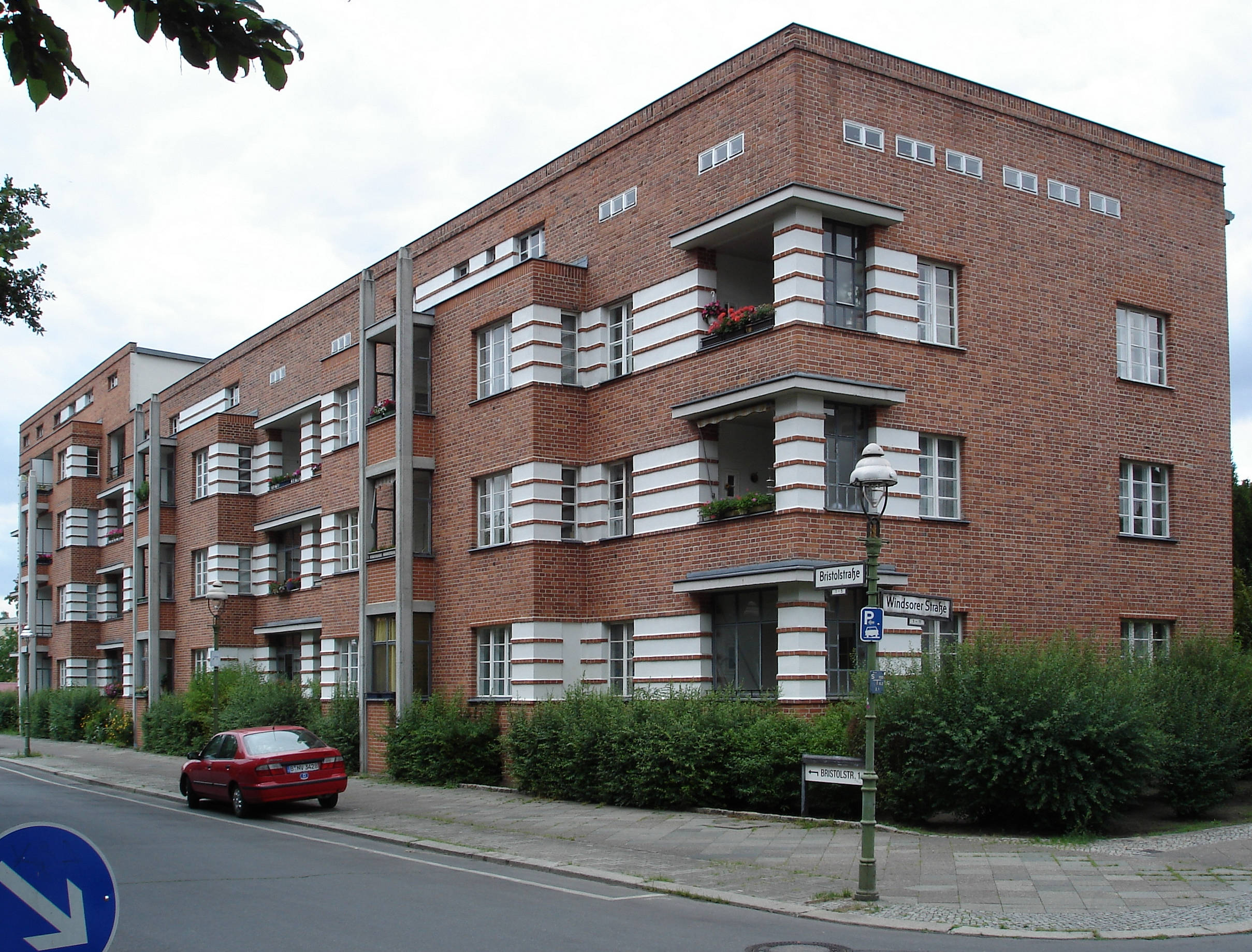
Edifici in Bristolstraße 1, 3 und 5

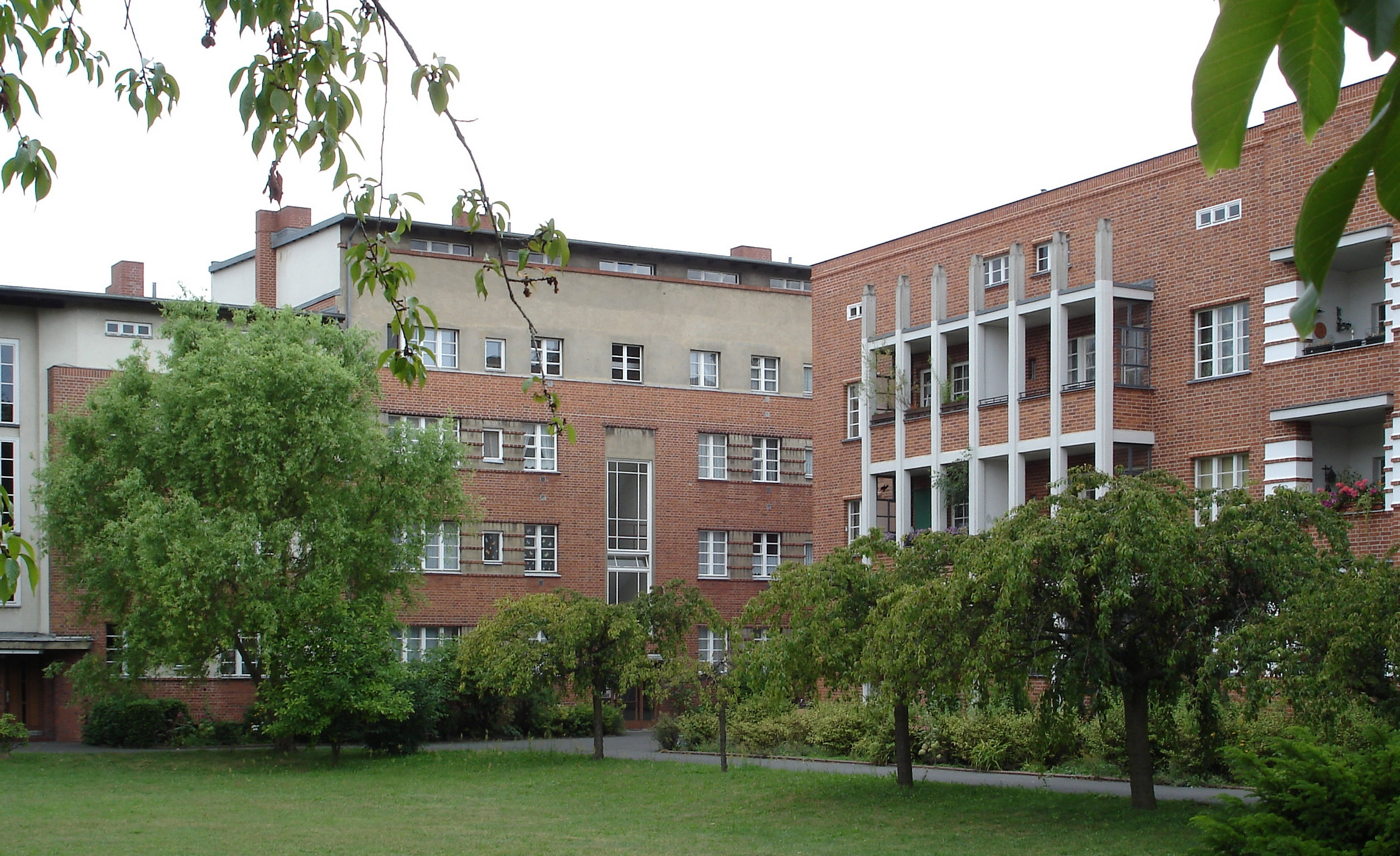
Cortile interno delle case in Bristolstraße 1 e 3, e Dubliner Straße 62 e 64

La Siedlung Schillerpark (lett.: insediamento Schillerpark) è un quartiere residenziale nella città tedesca di Berlino, sita nel quartiere di Wedding. Fu costruita negli anni venti del XX secolo su progetto dell'architetto Bruno Taut, e costituisce il primo grande insediamento residenziale realizzato a Berlino negli anni della Repubblica di Weimar. Dal 7 luglio 2008 la Siedlung Schillerpark, con altri 5 complessi residenziali, appartiene al Patrimonio dell'umanità dell'UNESCO.

## Il progetto
I primi progetti per un nuovo quartiere residenziale ad est dello Schillerpark furono elaborati nel 1914, ma interrotti dallo scoppio della prima guerra mondiale.
Dopo il 1924, con l'introduzione di misure fiscali per il finanziamento degli alloggi a basso costo, la cooperativa edilizia Berliner Spar- und Bauverein incaricò l'architetto Bruno Taut, che prima della guerra aveva progettato la Gartenstadt Falkenberg, di elaborare un nuovo progetto per il quartiere.
Contrariamente al progetto dell'anteguerra, che prevedeva un'edificazione compatta lungo il filo stradale, Taut progettò edifici a 2 o 4 piani disposti liberamente nel verde; le facciate, in mattoni a vista, rispondevano allo stile del Movimento Moderno (Neues Bauen), e in particolare rivelavano influenze dell'architetto olandese Jacobus Johannes Pieter Oud e della scuola di Amsterdam. Gli unici punti di colore erano alcune superfici in ceramica bianca e blu. Per la prima volta a Berlino, vennero usati tetti piani.
Nel complesso, furono realizzati 303 appartamenti in tre lotti costruttivi, dal 1924 al 1930. Nel primo lotto (1924-25) furono realizzati edifici con 3 appartamenti per piano, raggruppati intorno a cortili. Gli edifici dei lotti successivi avevano invece solo 2 alloggi per piano, ottenendo facciate più equilibrate. Tutti gli appartamenti avevano una stanza da bagno e un balcone o loggia, mentre per il bucato fu eretta una lavanderia comune. Gli appartamenti, da un locale e mezzo fino a quattro locali e mezzo, erano piuttosto ampi, i più piccoli intorno ai 40 m². Le aree fra gli edifici furono sistemate a verde, con aree gioco per i bambini. Nel quartiere era anche presente un asilo infantile.

## Eventi successivi
Durante la seconda guerra mondiale il quartiere fu parzialmente distrutto. Venne ricostruito nel 1951 su progetto dell'architetto Max Taut, fratello di Bruno Taut che era morto nel 1938. Fra il 1954 e il 1959 il quartiere venne ampliato, su progetto dell'architetto Hans Hoffmann, richiamandosi all'opera di Bruno Taut.
Gli edifici furono restaurati nel 1991, e attualmente i circa 570 alloggi sono amministrati dalla Berliner Bau- und Wohnungsgenossenschaft von 1892. L'intero quartiere, compresi gli spazi verdi, è oggi sotto tutela monumentale (Denkmalschutz).